# 対馬取り戻し運動本部

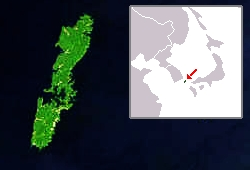
対馬

対馬取り戻し運動本部（対馬奪回運動本部）は、大韓民国の市民団体。長崎県の対馬（律令制下では対馬国、現・対馬市）が「韓国固有の領土」であるとして、その「取り戻し」を目的とする団体で、韓国では国会議員も参加している。本部所在地は、大韓民国忠清北道槐山郡槐山邑。

## 概要
2012年10月10日、忠清北道槐山郡の中原大学で発足式がおこなわれた。対馬（長崎県）が竹島（島根県）同様、地理的に韓国に近いことから対馬における韓国領有権を主張している。この団体によれば、対馬は日本が「強制的に占領」したものの本来は韓国領だとしており、この認識を国際的にアピールすることが主たる活動となっている。2014年11月、槐山郡在住10名および外部からの参加者約20名が対馬の韓国領有を世界じゅうに発信するため、日本の対馬を訪問している。
この団体によれば、対馬は、「（日本が）1869年に自国の海域に強制的に編入した」土地であり、「日本が対馬を守るために、逆に竹島の領有権を主張するという浅はかな企みを起こしていることを韓国民は知り、これに対して厳重に対処すべきだ」としている。2015年4月には、「歴史を歪曲し竹島（独島）の領有権を主張する日本は、対馬を返還せよ」という横断幕3枚を槐山邑の市街地に掲げた。